# 小行星1557
小行星1557（1557 Roehla）是一颗围绕太阳公转的小行星。1942年1月14日，卡爾·威廉·萊茵姆特在海德堡发现了此天体。
該小行星以瑞典-德國醫生拉斯·魯爾（Lars Ruehl）命名。
这颗小行星的绝对星等为0.94826等。